# 马克·布拉特克
马克·罗伯特·布拉特克（英語：Mark Robert Bradtke，1968年9月27日—），生于澳大利亚阿德莱德，职业篮球运动员，曾效力于美国NBA联盟。他曾代表澳大利亚参加过1988年、1992年、1996年和2000年四届奥运。